# ダスッ!
ダスッ!（Das!）は日本のアダルトビデオメーカー。アウトビジョングループの一員である。

## 概要
創立当時の2007年頃は有名AV女優のレイプ、ぶっかけ、中出し、恥辱作品に特化していた。2017年頃からニューハーフ、黒人、ロリ、企画物など、幅広いジャンルの作品を手掛けている。
第一弾となる2007年4月25日発売作品には、同じアウトビジョングループのエスワンの作品に出演していた小澤マリア、涼果りん、松嶋れいな、青木りんが起用された。
2009年のAVグランプリでは小澤マリア出演の『THE QUEEN OF DAS!』が陵辱作品大賞を獲得した。
2010年4月には新レーベル、「プラチナ」を立ち上げた。
2017年2月頃からニューハーフ、男の娘の発掘を始め、泉水らん、城星凜(別名義、星セリ)、七瀬るいを輩出し、業界を代表するニューハーフ・男の娘メーカーとしても著名となる。
2021年1月1日には業界初のUltra HD Blu-ray規格ソフトを「4K-ダスッ!」レーベルとして発売（アイデアポケット、PREMIUMを含む3メーカーから同時発売）。

## 主なシリーズ
- 20連発中出し（2007年4月- ）
- 中出し輪姦（2008年7月- ）
- ザーメン500連発の洗礼（2009年3月- ）
- 本能剥き出し生中出しセックス（2010年9月- ）
- アイアンクリムゾン（2014年12月- ）
- 寝取られ種付けプレス（2015年9月- ）

## おもな専属女優
- 小栗操
- 美谷朱音
- 七瀬アリス
- 東條なつ
- 美園和花
- 百永さりな
- 橘メアリー
- 五日市芽依
- 松本いちか
- 柊かな（ニューハーフ）

### 過去の専属女優
- 弓乃りむ